# Placidochromis chilolae
Placidochromis chilolae är en fiskart som beskrevs av Mark Hanssens 2004. Placidochromis chilolae ingår i släktet Placidochromis och familjen Cichlidae. Inga underarter finns listade i Catalogue of Life.